# Génave
Génave là một đô thị trong tỉnh Jaén, Tây Ban Nha. Theo điều tra dân số 2006 (INE), đô thị này có dân số là 565 người.
38°26′B 2°44′T / 38,433°B 2,733°T